# Japanse roodborst
De Japanse roodborst (Larvivora akahige synoniem: Erithacus akahige) is een zangvogel uit de familie Muscicapidae (vliegenvangers). De vogel werd in 1835 door Coenraad Jacob Temminck als Sylvia akahige beschreven. Het zoölogisch specimen was afkomstig van de Duitse arts en natuuronderzoeker Philipp Franz von Siebold.

## Kenmerken
De vogel is 14 tot 15 cm lang en lijkt sterk op de in Europa voorkomende roodborst. De soort heeft echter een rode staart en het mannetje heeft onder het rood op de borst een zwarte band. Deze band ontbreekt bij jonge vogels en vrouwtjes.

## Verspreiding en leefgebied
Deze soort komt voor op Sachalin, de Koerilen en in Japan. De leefgebieden liggen in natuurlijk bos in de gematigde klimaatzone tot op 2500 meter boven zeeniveau. 's Winters ook te zien in tuinen in agrarisch gebied en dorpen.